# Julio Chú Mériz
Julio Honorato Chú Mériz (Chimbote, 17 de agosto de 1947) es un administrador de empresas y político peruano. Fue congresista constituyente en 1992 y miembro de la Sociedad Nacional de Pesquería.

## Biografía
Julio Chú nació en la ciudad de Chimbote, ubicado en la región Áncash en Perú, el 17 de agosto de 1947. Es hijo de Víctor Chú, proveniente de la inmigración japonesa en el Perú, y de Julia Mériz.
Estudio la primaria y secundaria en el Colegio particular San Pedro de Chimbote. Luego se trasladó a la ciudad de Lima e ingresó a la Universidad Nacional Mayor de San Marcos, donde se graduó como bachiller en Administración de empresas y siguió estudios de especialización en investigaciones pesqueras.

## Trayectoria
Durante su vida profesional, Julio Chú se ha destacado como empresario pesquero en su tierra natal, siendo activo miembro de la Sociedad Nacional de Pesquería y de la asociación de armadores.
En el año 1992 incursiona en el ámbito político como miembro del Frente Independiente Moralizador, partido político de Fernando Olivera, y postuló al Congreso Constituyente Democrático convocado por el presidente Alberto Fujimori a raíz del autogolpe de estado del 5 de abril de 1992. Julio Chú resultó elegido como congresista constituyente, con 10,099 votos, y fue juramentado el 30 de diciembre de 1992, completando el disuelto periodo 1990-1992.
Como congresista, formó parte de las comisiones de Trabajo, Constitución, Producción y Agraria. Fue también parte de la oposición al gobierno de Alberto Fujimori, sin embargo, Chú terminó luego formando parte de las filas fujimoristas tras abandonar el FIM junto con César Larrabure Gálvez. Posteriormente Chú fue uno de los responsables de la iniciativa para alterar los procedimientos de voto de la Corte Suprema de Justicia en casos de contienda de competencia, hecho que favoreció al gobierno en la investigación del caso de masacre en la Universidad Enrique Guzmán y Valle “La Cantuta”.
Al culminar su gestión, Julio Chú se integró en el Movimiento Independiente Agrario y postuló nuevamente como congresista en las elecciones parlamentarias del año 1995, quedando sin éxito tras solo obtener 3,449 votos de preferencia. Chú fue quien convocó a la vedette Susy Díaz para que fuera candidata al Congreso de la República.